# Шестаков, Михаил Николаевич
Михаил Николаевич Шестаков (1900—1948) — советский хозяйственный деятель, начальник Управления водопроводно-канализационного хозяйства Моссовета.

## Биография
Родился в 1900 году. Беспартийный.
В 1925 году окончил Московский институт инженеров путей сообщения. Непродолжительное время работал на Московско-Курской железной дороге.
С 1926 года — в городском хозяйстве Москвы. В качестве прораба руководил строительством новых и реконструкцией действующих водопроводных и канализационных сетей.
С 1933 г. главный инженер, с 1935 года управляющий трестом по строительству водопроводно-канализационных сооружений Москвы. Одновременно преподавал на кафедре «Технология машиностроения» Московского автомеханического института им. М. В. Ломоносова (с 1936 г. в составе механико-технологического факультета МВТУ им. Баумана). Доцент.
С 1939 г. главный инженер, с 1941 г. начальник Управления водопроводно-канализационного хозяйства Моссовета.
В 1941—1943 гг. командир образованного на базе УВКХ 3-го полка местной противовоздушной обороны. В книге Битва за Москву. — М.: Московский рабочий, 1966—624 с. в воспоминаниях В. П. Пронина, бывшего председателя Моссовета, назван доктором наук:
```
Организованно и мужественно действовали во время налетов аварийно-восстановительные полки под руководством инженеров Н. П. Плотникова, В. Ф. Мосолова и доктора технических наук М. Н. Шестакова. В один из первых налетов фугасная бомба крупного калибра разбила водовод большого диаметра на площади Белорусского вокзала. Вода мощными потоками устремилась к станции метро, в которой укрывалось несколько тысяч женщин и детей. Это грозило страшной катастрофой. Понимая грозящую опасность, командир аварийно-восстановительного полка доктор технических наук М. Н. Шестаков немедля прибыл вместе с батальоном на привокзальную площадь. Им удалось оградить от потоков воды станцию метро. Бойцы батальона в несколько часов восстановили разрушенный водовод. Быстрыми и умелыми действиями батальона были спасены тысячи людей.
```

Такая же информация содержится в статье: Гусев А. В. Ликвидация последствий первых массированных налетов немецко-фашистской авиации на Москву // Исторические, философские, политические и юридические науки, культурология и искусствоведение. Вопросы теории и практики. Тамбов: Грамота, 2011. № 4. Ч. 2. С. 60-63.:
```
Рабочие и инженерно-технический персонал управления водопроводно-канализационного хозяйства составили основу третьего полка (командир — доктор технических наук М. Н. Шестаков).
```

Во время войны, даже в самые тяжёлые периоды, снабжение водой населения Москвы и предприятий оборонной промышленности осуществлялось без перебоев. Безотказно работали все канализационные службы.
После войны Шестаков руководил развитием водопроводно-канализационного хозяйства Москвы: были построены Кожуховская и Люблинская станции аэрации, Черепковская водопроводная станция, более тысячи километров магистралей, каналов и сетей.
Одновременно читал лекции в Московском институте инженеров коммунального хозяйства и в Строительном институте Моссовета.
С 1944 года руководитель секции санитарной техники и благоустройства Комиссии по проблемам строительства Академии архитектурных наук (результатом работы этой комиссии стали «Предложения по реконструкции строительства в СССР» (1945 г.)).
Награждён орденами Ленина (13.07.1940), Отечественной войны 1-й степени, Красной Звезды, медалями «За оборону Москвы» и «За доблестный труд в Великой Отечественной войне».
Умер 5 января 1948 года после продолжительной и тяжёлой болезни. Похоронен на Новодевичьем кладбище, 3 участок, ряд 62, место 288.

## Семья
Сын — профессор Всеволод Михайлович Шестаков.